# 卡伍斯
卡伍斯 （Kaws，本名Brian Donnelly，1974年11月4日—），是一位美国雕塑艺术家和设计师。

## 生平
卡伍斯曾就讀於圣安东尼高中。後來他前往視覺藝術學院就讀，並于1996年获得艺术学士学位。
1990年代，卡伍斯搬到纽约定居。